# 三叉刺属
三叉刺属（学名：Trifidacanthus）是蝶形花科下的一个属，为直立小灌木植物。该属仅有三叉刺（Trifidacanthus unifoliolatus）一种，分布于菲律宾,中国海南, 小巽他群岛和越南。